# Rielly Milne
Rielly Milne (31 de mayo de 1996) es un deportista estadounidense que compite en remo como timonel. Participó en los Juegos Olímpicos de París 2024, obteniendo una medalla de bronce en la prueba de ocho con timonel.

## Palmarés internacional
| Juegos Olímpicos | Juegos Olímpicos | Juegos Olímpicos  | Juegos Olímpicos |
| Año              | Lugar            | Medalla           | Prueba           |
| ---------------- | ---------------- | ----------------- | ---------------- |
| 2024             | París (Francia)  | Medalla de bronce | Ocho con timonel |